# Paul Urlovic
Paul Mark Urlovic (ur. 21 listopada 1978 w Auckland) – nowozelandzki piłkarz, grający na pozycji napastnika.

## Kariera klubowa
Paul Urlovic rozpoczął karierę w 1996 roku w klubie Central United. Z Central United zdobył Mistrzostwo Nowej Zelandii w 1999 oraz dwukrotnie Chatham Cup w 1997 i 1998 roku. W 1999 roku wyjechał do australijskiego klubu Melbourne Knights, lecz po roku powrócił do Nowej Zelandii do występującego w National Soccer League Football Kingz. Kolejnym klubem w karierze Urlovica był Auckland City FC.
Z Auckland City czterokrotnie zdobył Mistrzostwo Nowej Zelandii w 2005, 2006, 2007, 2009, Klubowe Mistrzostwo Oceanii w 2006 roku. W 2006 i 2009 roku uczestniczył z Auckland w Klubowych Mistrzostwach świata.
Od 2010 roku jest zawodnikiem Three Kings United.

## Kariera reprezentacyjna
W reprezentacji Nowej Zelandii Urlovic zadebiutował 4 lutego 1998 w zremisowanym 0-0 meczu z Chile. W 1998 roku wystąpił w Pucharze Narodów Oceanii, który Nowa Zelandia wygrała. Urlovic wystąpił tylko w meczu z Vanuatu. W 1999 roku wystąpił w Pucharze Konfederacji, na którym Nowa Zelandia odpadła w fazie grupowej. Na turnieju w Meksyku był rezerwowym i nie wystąpił w żadnym meczu. W 2000 roku wystąpił w Pucharze Narodów Oceanii, na którym Nowa Zelandia zajęła drugie miejsce. Urlovic zagrał w trzech meczach: z Tahiti, Vanuatu i w finale z Australią.
W 2001 roku uczestniczył w eliminacjach Mistrzostw Świata 2002. W 2002 roku wystąpił w Pucharze Narodów Oceanii, który Nowa Zelandia wygrała. Urlovic wystąpił w dwóch meczach: z Tahiti i Wyspami Salomona, w których strzelił po bramce. Ostatni raz w reprezentacji wystąpił 27 kwietnia 2006 w przegranym 0-1 meczu z Chile. Ogółem w latach 1998–2006 w reprezentacji wystąpił w 27 meczach, w których strzelił 5 bramek.